# Jolicoeur
Jolicoeur – stacja metra w Montrealu, na linii zielonej. Obsługiwana przez Société de transport de Montréal (STM). Znajduje się w Côte-Saint-Paul, w dzielnicy Le Sud-Ouest.